# 就職難!! ゾンビ取りガール
『就職難!! ゾンビ取りガール』（しゅうしょくなん!! ゾンビとりガール）は、福満しげゆきによる日本の漫画作品。
『アックス』（青林工藝舎）2003年33号に掲載された短編「日本のアルバイト」（青林工藝舎『カワイコちゃんを2度見る』に収録）および『モーニング』（講談社）2011年44号と45号に掲載された同名の続編（講談社）『僕の小規模な生活』6巻に収録）を元に、『モーニング』2012年42号（9月27日発売号）から連載開始。2013年10号で休載したが、『週刊Dモーニング』のウェブ限定連載として2014年15号から再開。しかし2014年28号で再び休載している。

## ストーリー
町中にゾンビが出没するようになっても、人々はさほど変わりない日常を送っている日本。零細ゾンビ回収会社「ゾンビバスターズ」の社員でゾンビ捕獲メカの開発が趣味の「ゾンビくん」の元に、就職難から美人の女の子「後輩ちゃん」がアルバイトとして入社してくる。

## 登場人物

### ゾンビバスターズ
動かなくなったゾンビを回収、ゾンビから検死（身元確認）を公式に行っている唯一の組織。田無にも営業所が有る。後輩ちゃん曰く「意外と高給取り」。
先輩
ゾンビ回収会社「ゾンビバスターズ」の職員。公園に居たところを社長にスカウトされ入社。都の役人からは「ゾンビくん」と呼ばれ有名人。
メカマニアで「ゾンビ取りアミ」を発明して以来、都の役人から認められ、ゾンビを捉える道具の設計・開発も依頼されるようになった。
後輩ちゃんを気に入り、なんとか会社を辞めないように懸命に行動し、技を伝授する際に後輩ちゃんからは「師匠」として呼ばれるようになる。後に後輩ちゃんが社員昇格した際に、社長から事務所を任せられる。　
後輩ちゃん
「ゾンビバスターズ」へアルバイトとして入社。危険のある動いているゾンビと戦いたいと思ったり、初めて動いてるゾンビを捕まえた後に「もっとゾンビ取りてー」と思うなど、緊張感を求める性格である。だが、そういった考えは人前には出さずに我慢しているが、ゾンビ捕獲を望むあまり先輩からは「ちょっとだけイカレてる」と思われている。ゾンビ回収技を先輩から学び、1人でゾンビ回収に成功した後に正社員となった。
社長
「ゾンビバスターズ」の社長で、ロープを使う技が得意。なぜかよく自動車に撥ねられる。元リサイクル経営者。
同僚
「ゾンビバスターズ」の事務職員。イケメンさんに魅かれている。
イケメンさん
都のゾンビ対策担当職員。「ゾンビバスターズ」のサポートをするが、ゾンビ回収は苦手。ゾンビバスターズの社長が交通事故に遭った際は、代理をした。

### その他
お姉ちゃん
後輩ちゃんの姉。機械オンチで妹にいつもビデオ録画を頼んでいる。姉妹でケンカをすることもあるが、これが後輩ちゃんには訓練になって生かされている。

## 書誌情報
- 福満しげゆき 『就職難!! ゾンビ取りガール』講談社〈モーニングKC〉、既刊2巻（2014年9月22日現在）
  1. 2013年2月22日発売 ISBN 978-4-06-387193-7
  2. 2014年9月22日発売 ISBN 978-4-06-388376-3

## 関連作品
- 玉川区役所 OF THE DEAD - 2014年10月開始のテレビドラマ。設定の類似が指摘され[2]、福満も『実話BUNKAタブー』連載のエッセイ「僕のはきだめ劇場」で言及した[3]。
- アイアムアヒーロー - 「今、ゾンビマンガを描けば、アイアムアヒーローに便乗して、アイアムアヒーローを買った人のうちの何人かは買ってくれるかもしれないんですよ!!」と1巻あとがきで作者が語っている[4]。